# Сингх, Чаман
Чаман Сингх Гурунг (англ. Chaman Singh Gurung; неизвестно — неизвестно) — индийский хоккеист на траве, полевой игрок. Олимпийский чемпион 1952 года.

## Биография
Чаман Сингх учился в мемориальной школе Гёталз в индийском городе Курсеонг.
В 1952 году вошёл в состав сборной Индии по хоккею на траве на Олимпийских играх в Хельсинки и завоевал золотую медаль. В матчах не участвовал.
По окончании игровой карьеры работал тренером в школе Гёталз.
О дальнейшей жизни данных нет.